# D.L. Hughley
Darryl Lynn Hughley, född 6 mars 1963 i Los Angeles i Kalifornien, är en amerikansk skådespelare, komiker och ståuppkomiker. 
D.L. Hughley är gift med LaDonna Hughley sedan 1986. De har tre barn tillsammans.
I juni 2020 testade han positivt för Covid-19 och lades in på sjukhus.

## Filmografi
- 2001 – The Brothers
- 2003 – Chasing Papi
- 2003 – Scary Movie 3
- 2004 – Soul Plane
- 2005 – Shackles
- 2006 – Cloud Nine
- 2006 – The Adventure of Brer Rabbit
- 2008 – Doubting Thomas